# 176
176（一百七十六）是175與177之間的自然數。

## 数学领域
- 合數，正因數有1、2、4、8、11、16、22、44、88和176。
質因數分解為{\displaystyle 2^{4}\times 11}。
- 第40個過剩數，真因數和為196，盈度為20。前一個為174、下一個為180。
  - 第41個半完全數，和為本身的其中一組因數為1、 2、 8、 11、 22、 44、 88。前一個為174、下一個為180。
- 第21個十进制的自我數。前一個為165、下一個為187。
- 第93個十进制的奢侈數。前一個為174、下一個為180。
- 是快樂數。
- 是蛋糕數。
- 是第8個八邊形數及第11個五邊形數，是同時是八邊形數及五邊形數的數中第二小的一個。
- 是實際數。
- 正九十邊形的內角恰為176度。
- 1762 + 1 = 30977是一個n2 + 1形式的質數。
- 176以二進位表示時為10110000，有奇數個1。

## 其他領域
- 日野RK176系(後置引擎)/AK176(前置引擎)巴士底盤